# Duomo di Pitigliano
La cattedrale dei Santi Pietro e Paolo è il principale luogo di culto di Pitigliano, in provincia di Grosseto, sede vescovile della diocesi di Pitigliano-Sovana-Orbetello.

## Storia
La prima menzione della pieve in Pitigliano risale al 1061. Nel 1276 furono poi ricordate tre pievi, quelle di San Giovanni, Santa Maria (poi con dedicazione a San Rocco) e San Pietro. Quest'ultima divenne in seguito collegiata con il capitolo dei Canonici e fu dedicata ai santi Pietro e Paolo. Venne ripetutamente ristrutturata, in particolare nel 1509 per volontà di Niccolò III Orsini, conte di Pitigliano, e nel corso del XVIII secolo. Quando il vescovo di Sovana venne a risiedere stabilmente a Pitigliano, l'antica collegiata divenne cattedrale, nel 1845,  anche grazie all'interessamento in tal senso del vescovo Francesco Maria Barzello.

## Descrizione

### Facciata
La facciata si presenta tripartita da quattro grandi lesene. Ai lati del cinquecentesco portale in travertino, sormontato da stucchi settecenteschi raffiguranti Cherubini che sorreggono la croce, si trovano due nicchie anch'esse decorate da stucchi. La nicchia destra ospita la statua in travertino raffigurante San Paolo, mentre la nicchia sinistra San Pietro, i due santi titolari della cattedrale.
Il secondo ordine della facciata è costituito da tre finestre con cornici in stucco, ed in particolare quella della finestra centrale è di pregevole fattura. Il terzo ordine si conclude con il timpano dove è collocato il bassorilievo in marmo di Carrara raffigurante la Maria Assunta con i santi Rocco e Francesco.

### Campanile
Sul lato sinistro della cattedrale si trova la torre campanaria utilizzata originariamente per attività civili e militari. La struttura all'inizio prevedeva solo due ordini (come attesta lo stemma comunale della città di Pitigliano) ai quali in epoca medicea ne fu aggiunto un terzo affidando alla torre il ruolo di campanile come attestano le campane fuse nel 1726.

### Interno

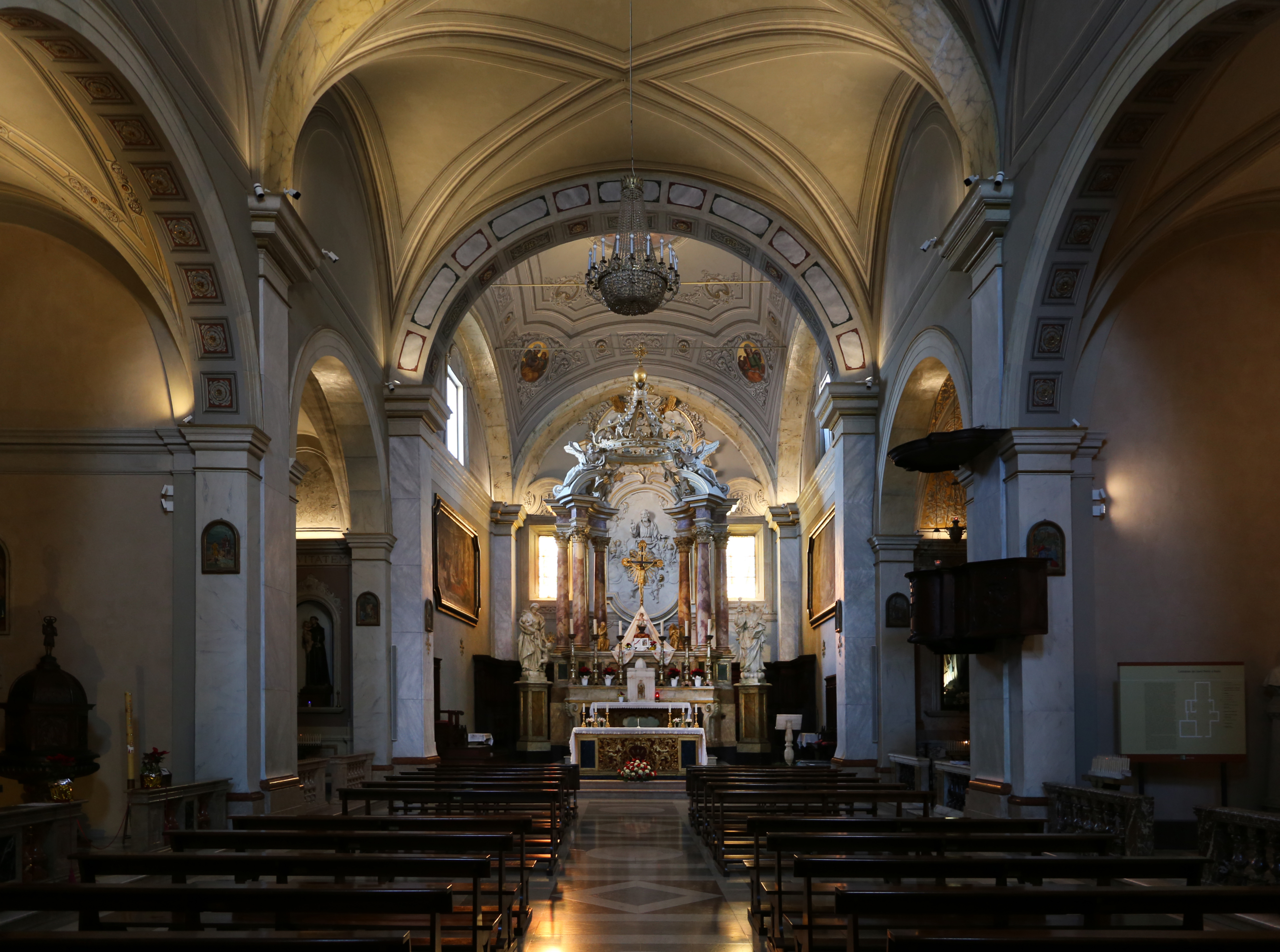
Interno

La struttura architettonica interna della cattedrale è quella datagli dall'intervento del 1509. L'aspetto della chiesa è quello conferitogli nel XVIII secolo quando furono aggiunte le cappelle laterali, la "macchina" barocca dell'altare maggiore e l'insieme degli elementi architettonici e delle decorazioni. A destra della bussola d'ingresso si trova la lapide che ricorda l'intervento ordinato da Niccolò III Orsini nel 1509.
Sul primo altare di destra si trova la grande tela del XIX secolo raffigurante San Paolo della Croce che predica.  L'immagine ricorda l'impegno del santo nell'evangelizzazione di questo territorio. La prima cappella di destra è dedicata alla Madonna Addolorata. Qui erano collocate due tele raffiguranti San Michele arcangelo e Le anime del Purgatorio eseguite per la cattedrale tra il 1725 e il 1728 dal pittore pitiglianese Francesco Zuccarelli conservate al Museo di Palazzo Orsini. La seconda cappella di destra, rinnovata nella prima metà del XX secolo dal vescovo Battistelli, accoglie il santissimo Sacramento.

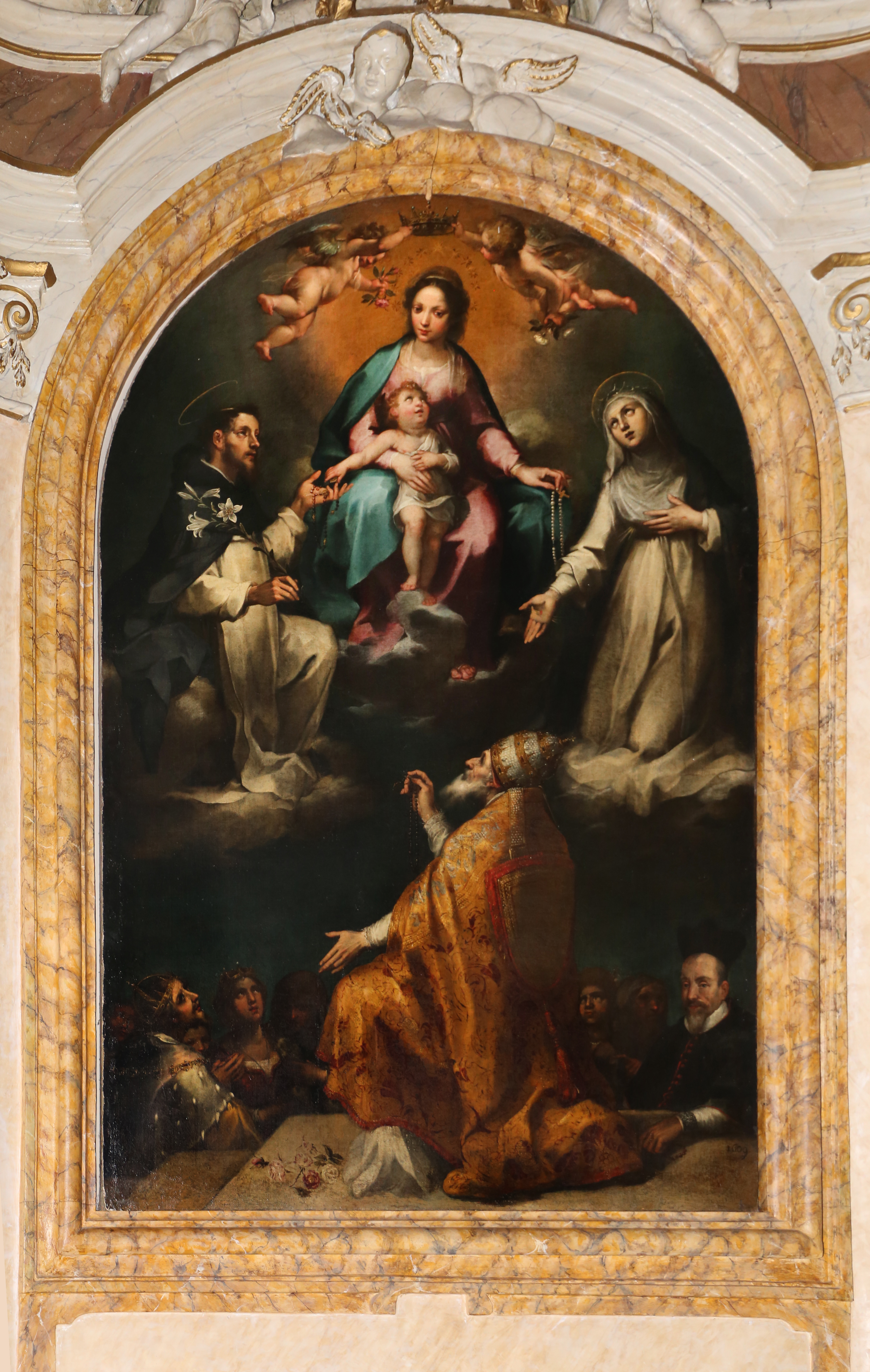
Madonna del Rosario con Santi di Francesco Vanni, 1609.

Nel presbiterio, ai lati dell'altare maggiore sormontato dalla "Macchina" barocca, due statue in stucco raffiguranti la Fede, a destra, e la Carità, a sinistra. Alle spalle dell'altare la grande immagine, anch'essa realizzata in stucco, raffigurante San Pietro in gloria. La volta ospita ai quattro angoli le immagini dei quattro Evangelisti, mentre al centro è l'immagine della Croce gloriosa. Ai lati, in alto, sono collocate le due grandi tele realizzate tra il 1883 e il 1885 dal pittore mancianese Pietro Aldi su commissione del capitolo della cattedrale che voleva celebrare la presenza nel tesoro della preziosa reliquia del braccio di san Gregorio VII (Ildebrando di Soana). La tela di destra raffigura La predestinazione del giovinetto Ildebrando, mentre quella di sinistra Enrico IV a Canossa (i bozzetti preparatori dei dipinti, che mostrano delle interessanti differenze con le tele dovute ad un'attenta ricerca storica del soggetto, si trovano nel Museo di Palazzo Orsini, dove si conserva anche il reliquario del santo).
La seconda cappella di sinistra è dedicata a san Gregorio VII, la statua del quale è collocata nella nicchia sopra l'altare. La lapide sulla sinistra ricorda l'impegno del Capitolo nella commemorazione del Santo (compatrono della diocesi insieme a san Mamiliano e san Paolo della Croce).
Nella prima cappella di sinistra sopra l'altare è la tela raffigurante la Sacra Famiglia eseguita dalla pittrice Francesca Ciacci nella prima metà del XX secolo. 
Qui è collocato il fonte battesimale, in legno scolpito, del XVIII secolo sul quale sono raffigurati, al centro il Battesimo di Gesù, ai lati San Giovannino nel deserto e San Giovannino con l'agnello. Sulla base, al centro, lo stemma di un vescovo della famiglia Medici, ai lati la torre campanaria di Pitigliano (qui con tre ordini) circondata dalle sei palle medicee. Sul primo altare a sinistra si trova la grande tela del pittore senese Francesco Vanni eseguita nel 1609 raffigurante la Madonna del Rosario coi santi Caterina da Siena, Domenico e Pio V.